# Нобель, Людвиг Эммануилович
Лю́двиг Но́бель (швед. Ludvig Emmanuel Nobel, в России известный как Лю́двиг Эммануи́лович Нобе́ль, 15 [27] июля 1831, Стокгольм — 31 марта [12 апреля] 1888, Канны) — шведский и российский инженер, изобретатель, предприниматель и меценат, старший брат и деловой партнёр знаменитого учредителя Нобелевской премии Альфреда Нобеля. Санкт-Петербургский купец 1-й гильдии.

## Биография
Отец Людвига Эмануил Эмануилович Нобель был приглашён в Санкт-Петербург в 1837 году бароном Гартманом. Для барона и Великого князя Михаила Павловича Нобель провёл демонстрацию работы подводной мины, взорвав в их присутствии старое судно, после чего получил правительственный заказ на постройку минного завода. В 1842 году Эмануил Нобель с семьёй переехал в Петербург и к 1846-му совместно с генералом Огарёвым открыл на Петербургской стороне механический завод.
Людвиг Нобель работал в Петербурге на машиностроительном заводе отца. После отъезда отца и всей семьи в Швецию Людвиг некоторое время, по желанию кредиторов, продолжал управлять заводом «Нобель и сыновья». 1 октября 1862 года купил механические мастерские Шервуда на Выборгской стороне, впоследствии ставшие машиностроительным заводом «Людвиг Нобель». С этого же времени платил гильдейскую повинность.
Помимо собственно предпринимательской деятельности, занимался инженерной и рационализаторской разработкой своего товара. Выпускал артиллерийские снаряды, пушки и лафеты, подводные мины и торпеды (был одним из крупнейших экспертов по этому типу снарядов), щиты для охраны пехоты от оружейных пуль, ружья, машины для обработки металла и производства пороха, винтовые сваи, реторты для обжигания угля, гидравлические прессы, токарно-сверлильные станки для чугунных пушек, паровые молоты, станки, механизмы, машины, огромные опреснители для снабжения войск водой, бездымные нефтяные топки, приспособления для прессования порохового состава в свинцовые трубки малого диаметра, локомобили, экипажные оси и скаты с колёсами, резиновые шины и другое, впоследствии — первые в России дизели.
В 1876 году Людвиг совместно с братьями Робертом и Альфредом и рядом других лиц создал нефтяную компанию «Товарищество Братьев Нобель» (БраНобель), которая за короткий срок стала одной из самых лучших в России и Европе по добыче, переработке и транспортировке нефтяных продуктов (нефти Баку), а по продаже керосина вытеснила полностью с европейского рынка американскую фирму «Стандард Ойл». По заказу Людвига Нобеля на нефтепромыслах в районе Баку инженер В. Г. Шухов построил первый российский нефтепровод.
В 1882 году Л. Нобель совместно с инженером Альфредом Тернквистом приспособил нефтяную форсунку для сжигания мазута. Форсунка использовалась при эксплуатации паровозов и пароходов, кроме того, «нобелевская горелка» применялась для обогрева домов, для пекарен и кухонных плит.
Л. Нобель свободно владел пятью языками: шведским, русским, английским, французским и немецким. В 1866 году Людвиг Нобель стал инициатором и учредителем Русского технического общества, инициатором введения в России метрической системы мер, на создание эталонов которой он выделил необходимые деньги. Денежные средства он отпускал и для исследований Академии наук и Русского технического общества, финансировал школу железнодорожных мастеров и школу рабочих.
Людвиг Нобель умер в марте 1888 года на лечении в Каннах. Похоронен на Смоленском лютеранском кладбище в Санкт-Петербурге.

## Семья

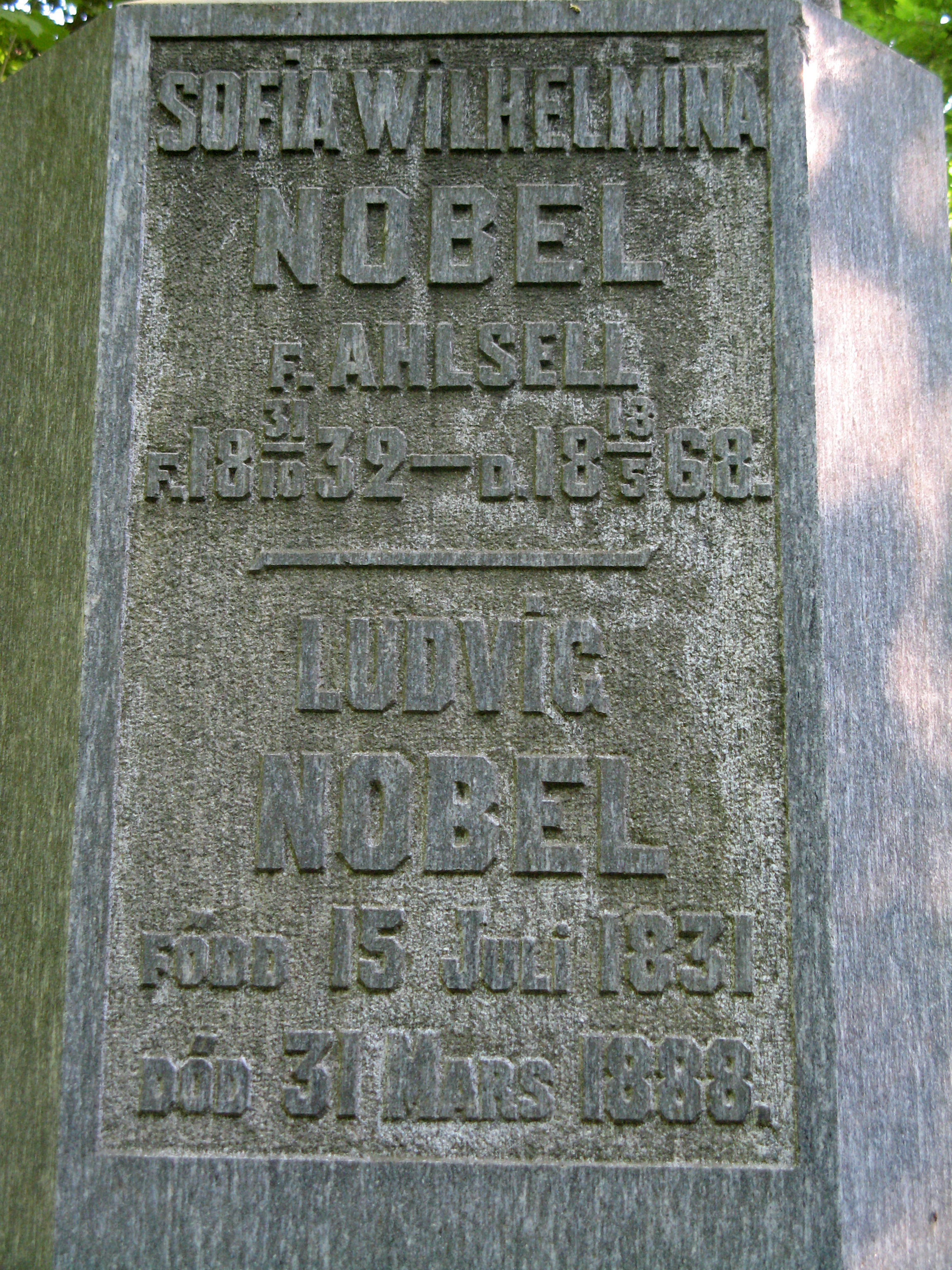
Надгробие Людвига Нобеля и его жены Софии Вильгельмины (Мины) на Смоленском лютеранском кладбище

Жена — София Вильгельмина (первая, умерла шестыми родами в 1868 году), Эдла Константиновна Нобель (вторая, умерла в Стокгольме в 1921 году), сыновья — Эммануил, Карл, Людвиг, Рольф, Эмиль, Йоста, дочери — Анна, Мина, Ингрид, Марта (Нобель-Олейникова).
В 1989—1990 годах профессор А. И. Мелуа достиг договоренности с руководством Нобелевского Фонда об изучении истории семьи Нобель и введении в научный оборот документов из различных стран, где работали Людвиг, Альфред, Роберт и их партнёры. С 2009 года научное издательство «Гуманистика» публикует многотомное издание «Документы жизни и деятельности семьи Нобель».

## Память
После смерти Л. Нобеля товарищество «Бранобель» приняло решение учредить стипендию его имени для студентов Петербургского горного и Петербургского технологического институтов.
Товарищество «Бранобель» учредило золотую медаль и премию памяти Людвига Нобеля. Таким образом, незадолго до того, как на средства и в честь Альфреда Нобеля, брата Людвига и изобретателя динамита, были учреждены международные Нобелевские премии, в России появилась премия имени Людвига Нобеля. Первым обладателем премии и медали премии Людвига Нобеля стал российский учёный А. И. Степанов.
В 1900 году Международный конгресс в Париже учредил золотую медаль Людвига Нобеля за исследования в области нефтедобывающей промышленности, которая была отлита на Петербургском монетном дворе.
В Петербурге существовали Нобельская улица и Нобельская дорога.
В июле 2013 года в Рыбинске открыт памятник Людвигу Нобелю.
В сентябре 2020 года в Стерч-Керч Чеченской Республики открыли памятник братьям Нобель.
В 2024 году премией Людвига Нобеля был награжден Рамзан Кадыров.